# Eilema auriflua
Eilema auriflua är en fjärilsart som beskrevs av Moore 1878. Eilema auriflua ingår i släktet Eilema och familjen björnspinnare. Inga underarter finns listade i Catalogue of Life.